# The Jade Box

The Jade Box est un serial américain réalisé par Ray Taylor, sorti en 1930. 

## Synopsis
John Lamar achète en Asie une boite en jade, qui renferme le secret de l’invisibilité, mais elle est volée par son ami Martin Morgan

## Fiche technique
- Réalisation :  Ray Taylor
- Scénario : Frederick J. Jackson
- Producteur : Henry MacRae
- Musique : Sam Perry (non crédité)
- Date de sortie : 
  - États-Unis : 24 mars 1930

## Distribution
- Louise Lorraine : Helen Morgan
- Jack Perrin : Jack Lamar
- Monroe Salisbury : John Lamar
- Francis Ford : Martin Morgan
- Leo White : Percy Winslow
- Wilbur Mack : Edward Haines

Acteurs non crédités
- Jay Novello : cultiste
- Frank Lackteen : cultiste
- Eileen Sedgwick : fille du harem